# Zlata Dolinar Osole
Zlata Dolinar-Osole, slovenska antropologinja, * 18. marec 1921, Šmihel nad Mozirjem, † 1. april 2007, Logatec.

## Življenje in delo
Iz antropologije je diplomirala 1951 na ljubljanski Prirodoslovno-matematično-filozofski fakulteti ter 1958 doktorirala na Filozofski fakulteti v Ljubljani. Leta 1978 je bila izvoljena za redno profesorico antropologije na Biotehniški fakulteti v Ljubljani. Področje njenega strokovnega delovanja so historična, pozneje etnična antopologija, človeška genetika in demografija. Sodelovala je pri arheoloških izkopavanjih nekropol različnih obdobij po vsej Jugoslaviji in objavila strokovne analize v Razpravah Slovenske akademije znanosti in umetnosti ter v domačih in tujih arheoloških strokovnih revijah. Leta 1955 se je pričela ukvarjati s proučevanjem izolatov in problemi endogamije (študij izolatov otoka Suska). Sodelovala je pri organizaciji mednarodnega biološkega študijskega programa Človeško prilagajanje, ki ga je ustanovil International Council of Scientific Unions in financiral UNESCO. Njen mož je bil kvartarolog Franc Osole.